# 蒲郡市立大塚小学校
蒲郡市立大塚小学校（がまごおりしりつ おおつかしょうがっこう）は、愛知県蒲郡市大塚町大門にある公立小学校。

## 概要
- 「大塚小」（おおつかしょう）または「塚小」（つかしょう）とも呼ばれる。
- 校訓は「明るく伸びる　正しく進む　たくましく生きる」。
- 校章は1907年1月に制定され、大塚小の「大」の文字とサクラの花を図案化された由緒あるものである。
- 校舎北側を東海道新幹線が通過するため、廊下側（北側）が防音のため二重ガラスになっている。
- 卒業生は、蒲郡市立大塚中学校へ進学する。
- 野外活動として相楽山荘での1泊2日のキャンプが行われていたが、相楽山荘の閉鎖（現・さがらの森）により2002年で最後となった。

## 沿革
- 1873年（明治6年）3月1日 - 「大塚学校」を創立[1]。素盞嗚神社参篭殿を校舎とする。
- 1887年（明治20年）4月 - 「御馬学校」の分校となる[1]。
- 1888年（明治21年）4月 - 「尋常小学校大塚学校」を設置する。
- 1892年（明治25年）9月 - 小学校令の改正により「大塚尋常小学校」に改称。長興寺所有地を借入して初めて校舎を新築する。
- 1897年（明治30年）9月1日 - 校内に国府高等尋常小学校分教場を設置する。
- 1902年（明治35年）3月 - 高等科を併設し、「大塚尋常高等小学校」に改称する。
- 1907年（明治40年）1月 - 校章を制定。
- 1907年（明治40年）10月 - 大塚村立縫製専修学校を付設する。
- 1918年（大正7年）5月25日 - 大塚村立実業補習学校を付設し、縫製専修学校を廃校する。
- 1935年（昭和10年）7月10日 - 大塚村立実業補習学校を大塚村立青年学校に改称する。
- 1941年（昭和16年）4月1日 - 国民学校令施行により「大塚国民学校」に改称する。
- 1946年（昭和21年）4月 - 新学制の実施に伴い高等科を廃止し中学校創立。「大塚村立大塚小学校」に改称する[1]。
- 1955年（昭和30年）9月1日 - 町村合併協定により、大字赤根・大字大草の児童が御津町立御津南部小学校（現・豊川市立御津南部小学校）に転校する。
- 1955年（昭和30年）10月1日 - 蒲郡市編入により「蒲郡市立大塚小学校」に改称する[1]。
- 1956年（昭和31年）5月10日 - 初の鉄筋校舎（現・北校舎）が完成[1]。
- 1967年（昭和42年）5月28日 - FBC花壇コンクール優秀賞を受賞。
- 1969年（昭和44年）7月31日 - プールが完成[1]。
- 1972年（昭和47年）12月15日 - 校庭に交通コーナーが完成。
- 1975年（昭和50年）2月21日 - 管理棟（3階建て）竣工。
- 1976年（昭和51年）1月23日 - 体育館竣工。
- 1999年（平成11年）9月6日 - コンピュータールーム完成[1]。
- 2002年（平成14年）7月22日 - 大塚海岸の清掃活動を24年間続けていることから、国土交通省の「海をきれいにするための一般協力者」として大臣表彰を受賞。
- 2004年（平成16年）4月1日 - 2学期制を導入。

## 主な施設
- 北校舎

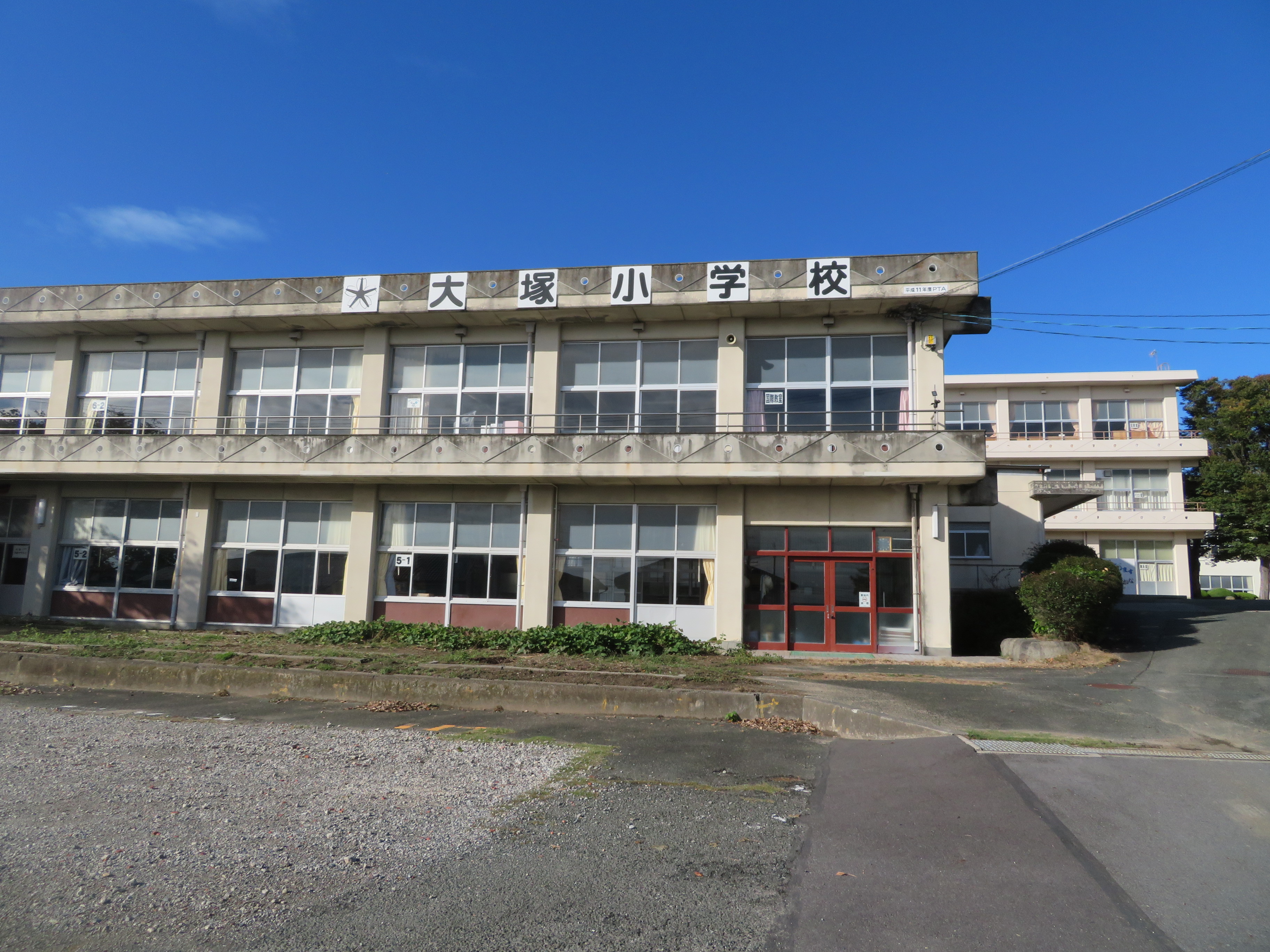
校舎

  - 鉄筋コンクリート3階建12教室（普通教室10、低学年用図書室等）
- 管理棟
  - 鉄筋コンクリート3階建（職員室、保健室、特別教室等）
- 南校舎
  - 鉄筋コンクリート2階建6教室（普通教室4、児童会議室等）
- 体育館
  - 鉄骨スレート一部2階建
- その他
  - プール（低学年コース・高学年用6コース）、体育倉庫、農具倉庫他

北校舎が1956年度竣工で古いため、現在2階建ての南校舎を東西に伸ばし3階建に増築して全普通教室を南校舎に移し、運動場を拡張する構想がある。ちなみに南校舎は竣工時より増築に対応した構造になっている。

## 学校行事
- 入学式
- 運動会
- 海岸清掃 - ラグーナ蒲郡完成前から続く伝統行事。
- 球技指導会
- 修学旅行（6年）
- 収穫祭（さつまいも）
- 学芸会（学習発表会）
- マラソン大会
- 競書会
- 卒業式

## 校区
- 蒲郡市大塚町、相楽町、海陽町[2]

## 交通
- JR東海　三河大塚駅より徒歩約15分
- 名鉄バス　東大塚バス停より徒歩約5分